# Attack of the Tromaggot
Attack of the Tromaggot ist ein No-Budget-Trashfilm von Leslie Teah. Der in Deutschland entstandene Film stellt eine Hommage an die amerikanische Independent-Filmproduktionsfirma Troma dar. Der Film beinhaltet Cameo-Auftritte von Studioboss Lloyd Kaufman und Schauspielerin und B-Film-Ikone Debbie Rochon.

## Handlung
Maggotown (deutsch: Madenstadt) ist eine fiktive friedliche Kleinstadt, die von einem Polizeichef regiert wird. Durch einen Unfall in einem Labor gelang es einer Made, in die Kanalisation zu flüchten. Durch den Kontakt mit hochgiftigem Dünger mutiert sie dort zu einem Monster, dem Tromaggot, das nach und nach immer mehr Einwohner der Stadt tötet.

## Produktion
Das Budget des Filmes betrug ungefähr 1.000 Euro, wovon der Großteil für die zweitägige Miete des ehemaligen Rundfunkgebäudes der DDR verwendet wurde. In diesem Gebäude wurde die letzte und aufwändigste Szene für Attack of the Tromaggot gedreht.

## Veröffentlichung
Im Juli 2010 fand eine größere Premieren-Tour mit Lloyd Kaufman in Deutschland statt. Der Film wurde unter anderem in Berlin, Saarbrücken (während des Splatterdaynightfevers) und in Nürnberg (im Kommkino) aufgeführt. Im Dezember 2011 kam der Film unter dem MUP-Label als Doppel-DVD-Set (Film-DVD und Audio-DVD mit sämtlichen Tromaggot-Songs) auf den Markt. 2013 wurde der Film von Troma auf einer „Third Reich film anthology“-DVD zusammen mit Teenape Vs. The Monster Nazi Apocalypse und dem ebenfalls aus Deutschland stammenden Film The Secret of the Magic Mushrooms veröffentlicht.